# نظام سلامت تک-پرداختگر
نظام سلامت تک-پرداختگر نوعی از مراقبت سلامتی همگانی است که در آن هزینه مراقبت سلامت اساسی برای همه مقیمان توسط یک نظام دولتی واحد پوشش داده می‌شود.
نظام‌های تک-پرداختگر ممکن است قرارداد ببندند تا (مانند کانادا) از خدمات خصوصی بهره ببرند یا ممکن است منابع و کارکنان خود را داشته باشند و استخدام کنند (آنچنان که در بریتانیا است). «تک-پرداختگر» سازوکاری را توصیف می‌کند که مراقبت سلامت از طریق آن توسط یک اقتدار دولتی واحد، و نه یک اقتدار خصوصی یا ترکیبی از این دو تأمین هزینه می‌شود.